# 祭天

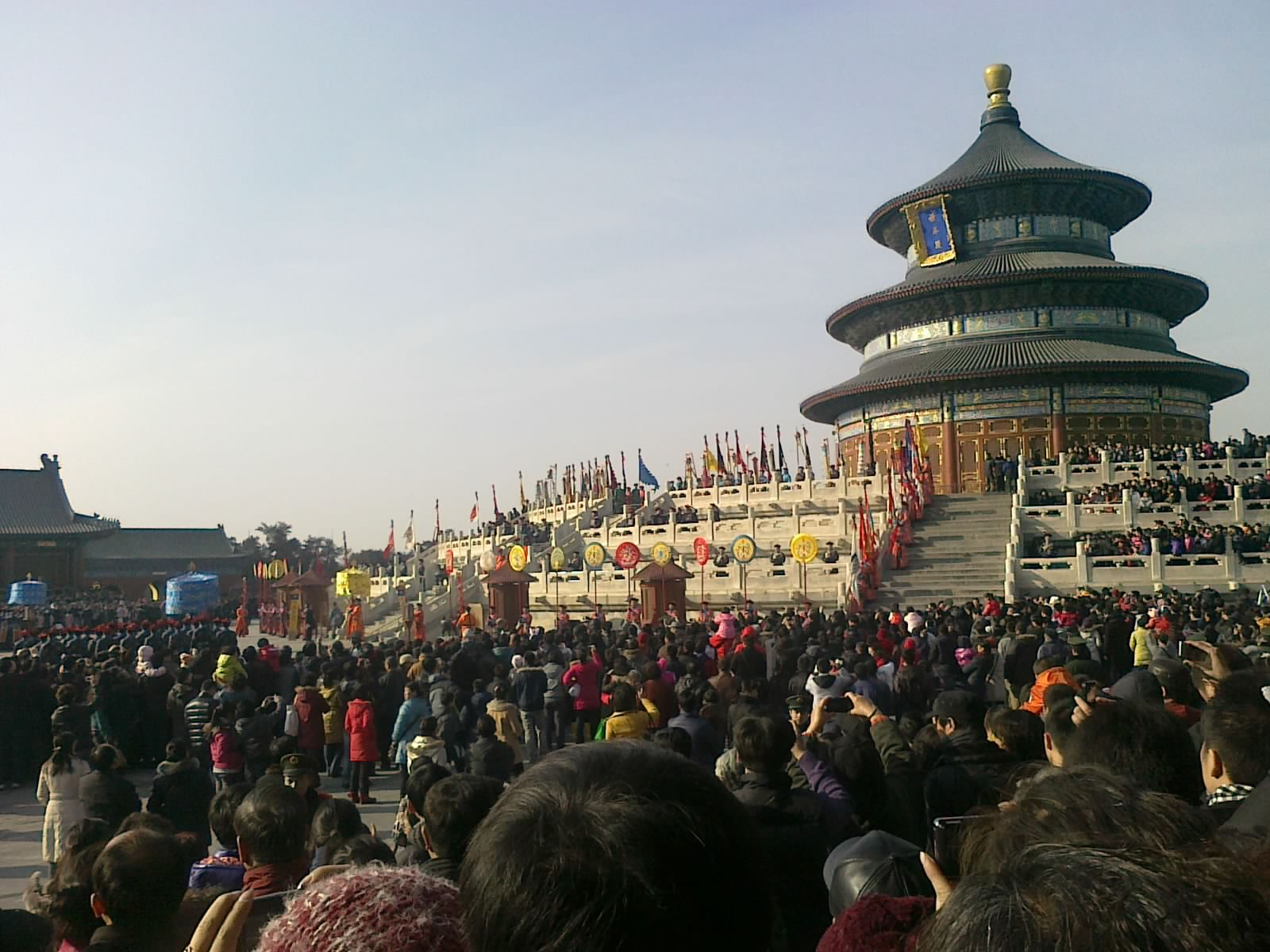
2011年、天壇の祭天の様子（中国・春節）

祭天（さいてん）は、天を祭る儀式。古代中国では天子のみが行った。古代中国から伝わり、日本などの文化圏にも形を変えつつ影響したものと思われる。

## 中国
周王朝時代には確立していたであろう暦法に則った冬至は、一年が始まる日として強く認識されていた。漢代に暦法は改訂されたが、依然として冬至は意識され続け、その日に祭天の儀は引き継がれ催された。
祭天は壮大な儀礼であり、明代および清代に祭天が行われた天壇は、北京市南部に、272万m2の面積を誇る御苑の中に古の建築物とともに残っている。祭天に臨む皇帝は、前日から特別な宮殿で「斎戒」という身を清める儀式を受け、翌日陽も昇らない早朝から壇に向かう。古典音楽が奏でられる中、多くの供物が添えられた壇の前で、皇帝は位牌を掲げて豊作や国家安泰を祈る儀式を行った。
辛亥革命で旧来の王朝が断絶し、国家規模の祭天は途絶えたが、民間にはその流れが残っている。客家は冬至の日に団子やお供えを並べた台を門前に据え、ろうそくや香を焚いて先祖に祈る儀式がある。満州族は冬至の日に庭に筵を敷いて供え物を並べ、先祖を象徴する木竿を敬う儀礼がある。雲南省のナシ族の祭天の儀式はその盛大さで知られる。木柱を立て、米や家畜など多くの供物を捧げ、穢れを払い、火を以って祖先や神を祭る。それは周代の儀礼を受け継いだものとも言われる。

## 朝鮮
古代には、高句麗の東盟、夫餘の迎鼓、濊の舞天などの祭天儀式があった。その後、祭天を行うことができるのは中国皇帝だけであり、中国皇帝から冊封されている朝鮮国王は祭天を行えないとされるようになった。日清戦争で日本が清に勝った結果、朝鮮は中国からの独立が認められ、1897年に大韓帝国となり、国王から皇帝に昇格したため、独自に祭天を行うこととなり、中国の天壇のまねをして圜丘壇を作った。その後間もなく日本の植民地となり皇帝位も剥奪され、日本の統制下に置かれたため祭天も行えなくなった。圜丘壇は植民地化後直ぐに朝鮮総督府によって破壊されており、主に日本からの貴人が宿泊するための朝鮮ホテルが建てられた。破壊を免れた圜丘壇の一部は大韓民国指定史跡第157号となっている。

## 日本
唐から日本に伝わり、冬至の日に先帝を祭る儀式が行われた。『続日本紀』によると、725年に聖武天皇が朝賀を受ける礼や、785年の冬至に桓武天皇が河内国交野郡で執り行った儀式などがこれに当たると言われている。

### 須賀川市のYOSAKOI系イベント
福島県須賀川市の『松明通り』(福島県道54号須賀川三春線)を舞台に2005年から開催されているYOSAKOI系イベントの名称に「祭天」が使われている。この「祭天」自体は、名称から想起されるような祭祀や祭礼のような意味合いはなく、隣接する郡山市のうねめまつりのように郷土の歴史や言い伝えなどを下敷きにしたものでもない。
須賀川市の「祭天」は、YOSAKOIを中心とした踊りやバンドミュージックなど、ジャンルを問わないパフォーマンスの発表の場となっている。市民の有志が立ち上げ、創り上げている催しである。